# 宋其超
宋其超（1970年8月—），男，汉族，山东昌乐人，中华人民共和国政治人物。1993年7月参加工作，1995年12月加入中国共产党。曾任中华人民共和国财政部部长助理，现任中华人民共和国财政部党组成员、副部长。

## 生平
1993年7月，毕业于山东财政学院税收专业，后任职于昌乐县财政局。1994年4月，调入财政部历任社会保障司行政事业离退休处副主任科员，养老保障处副主任科员、主任科员，综合制度处副处长，综合处副处长，卫生医疗处处长，医疗保障处处长等职。2010年7月，任财政部社会保障司副司长。2018年2月，任财政部驻河南专员办党组书记、监察专员，后又改任财政部河南监管局党组书记、局长。2021年6月，回京担任财政部预算司一级巡视员兼政府债务研究和评估中心主任（正司长级）。2023年，任财政部社会保障司司长，同年12月任财政部党组成员、部长助理。2025年1月，任财政部党组成员、副部长。